# Oxaea fuscescens
Oxaea fuscescens là một loài ong trong họ Andrenidae. Loài này được Sichel miêu tả khoa học đầu tiên năm 1865.